# Università di Veliko Tărnovo
L'Università di Veliko Tărnovo (in bulgaro: Великотърновски университет) è un'università statale sita nella città di Veliko Tărnovo, in Bulgaria. Successore e tradizioni educative e culturali di Turnovo letteraria Scuola di XIV secolo.

## Storia

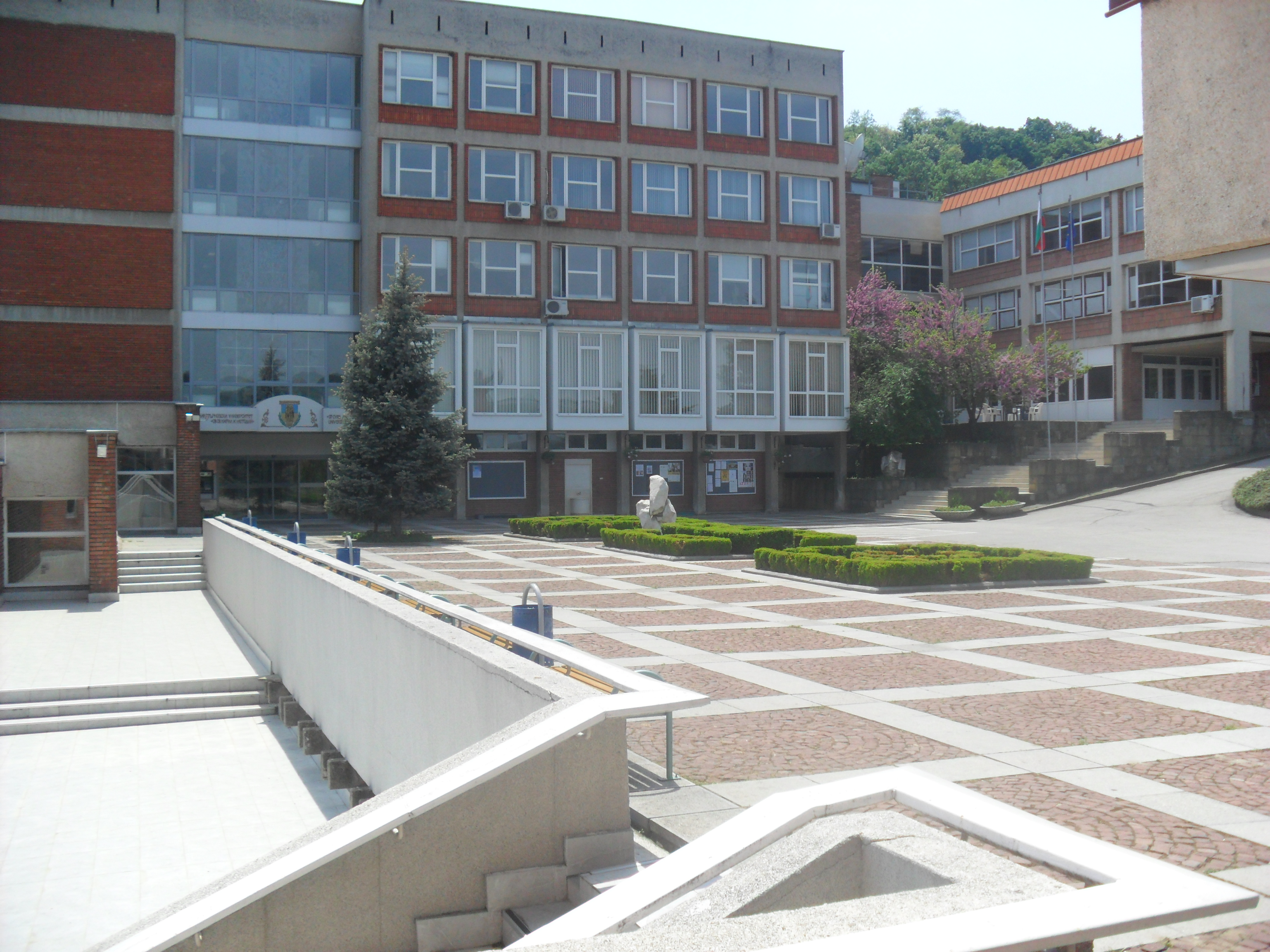
Università di Veliko Tărnovo

L'Università di Veliko Tărnovo è stata fondata dai professori Aleksander Burmov e Penio Rusev nel 1963 come istituto di pedagogia. Dal 1971 si è accreditata come Università di Veliko Tărnovo "Santi Cirillo e Metodio".

## Struttura
- Facoltà di filologia
- Facoltà di storia
- Facoltà di legge
- Facoltà di pedagogia
- Facoltà di economia
- Facoltà di filosofia
- Facoltà di Matematica e Informatica
- Facoltà di teologia ortodossa
- Facoltà di Belle Arti